# Gobierno por algoritmos

La aplicación del Big Data en el sistema jurídico, junto a técnicas de análisis, es considerada en la actualidad como una de las vías posibles para agilizar la administración de justicia.

El gobierno por algoritmo (también conocido como democracia algorítmica, regulación algorítmica, regulación por algoritmos, gobierno algorítmico, gobierno algocrático, orden legal algorítmico o algocracia) es una forma alternativa de gobierno u orden social en la que el uso de algoritmos informáticos, especialmente de inteligencia artificial y blockchain, se aplica a las regulaciones, a la aplicación de la ley y, en general, a cualquier aspecto de la vida cotidiana, como el transporte o el registro de la propiedad. El término gobierno por algoritmos apareció en la literatura académica como una alternativa para «gobernanza algorítmica» en 2013. La regulación algorítmica, término relacionado, se define como el establecimiento de la norma, la supervisión y la modificación del comportamiento por medio de algoritmos computacionales; la automatización del poder judicial está en su ámbito.
El gobierno por algoritmo presenta nuevos retos que no están recogidos en la literatura sobre el gobierno electrónico ni en la práctica de la administración pública. Algunas fuentes equiparan la cibercracia, que es una forma de gobierno hipotética que se rige por el uso eficaz de información, con el gobierno por algorítmos, a pesar de que los algoritmos no son el único medio de procesar la información. Nello Cristianini Y Teresa Scantamburlo sostienen que la combinación de una sociedad humana y ciertos algoritmos de regulación (como la puntuación basada en la reputación) forma una máquina social.

## Historia
En 1962, el director del Instituto para Problemas de Transmisión de la Información de la Academia rusa de Ciencias en Moscú (más tarde conocido como Instituto Kharkevich), Alexander Kharkevich, publicó un artículo en el diario "Comunista" sobre una red informática para el procesamiento de la información y el control de la economía. De hecho, propuso hacer una red como la moderna Internet para las necesidades del gobierno algorítmico. Esto creó una gran preocupación entre los analistas de la CIA. En particular, Arthur M. Schlesinger Jr. advirtió que ''para 1970 la URSS puede tener una tecnología de producción radicalmente nueva, que implique empresas totales o complejos de industrias, gestionadas por un control de bucle cerrado y retroalimentado que emplee ordenadores autodidactas.''
Entre los años 1971 y 1973, el gobierno chileno llevó a cabo el Proyecto Cybersyn durante la presidencia de Salvador Allende. Este proyecto tenía como objetivo construir un sistema distribuido de apoyo a la toma de decisiones para mejorar la gestión de la economía nacional.

También en la década de 1960 y 1970, Herbert A. Simon defendió los sistemas expertos como herramientas para la racionalización y evaluación de los comportamientos administrativos. La automatización de los procesos basados en reglas fue una ambición de las agencias tributarias a lo largo de muchas décadas que tuvo un éxito variable. Entre los primeros trabajos de este periodo se encuentran el influyente proyecto TAXMAN de Thorne McCarty  en los EE. UU. y el proyecto LEGOL de Ronald Stamper en Reino Unido. En 1993, el informático Paul Cockshott de la Universidad de Glasgow y el economista Allin Cottrell de la Universidad de Wake Forest publicaron el libro Hacia un Socialismo Nuevo, en el que pretendían demostrar la posibilidad de una economía planificada democráticamente y basada en la tecnología informática moderna. El Honorable Juez  Michael Kirby publicó un artículo en 1998, donde  expresa su optimismo de que las tecnologías informáticas disponibles en ese momento, como el sistema de expertos legales, podrían evolucionar hacia sistemas informáticos, lo que afectaría fuertemente a la práctica de los tribunales. En 2006, el abogado Lawrence Lessig, conocido por el lema "El código es la ley", escribió

"La mano invisible del ciberespacio está construyendo una arquitectura que es bastante contraria a la arquitectura en su nacimiento. Esta mano invisible, empujada por el gobierno y por el comercio, está construyendo una arquitectura que perfeccionará el control y hará posible una regulación altamente eficaz."

Desde la década de los 2000, los algoritmos han sido diseñados y utilizados para analizar automáticamente vídeos de vigilancia.
El sociólogo A. Aneesh Utilizó la idea de gobierno algorítmico en 2002 en su teoría de la algocracia. Aneesh diferenció los sistemas algocráticos de los sistemas burocráticos (regulación legal-racional) así como de los sistemas basados en el mercado (regulación basada en el precio).

En 2013, el control algorítmico fue acuñado por Tim O'Reilly, fundador y CEO de O'Reilly Media Inc:
A veces las "reglas" no son ni siquiera reglas. Gordon Bruce, el anterior CIO de la ciudad de Honolulu, me explicó  que cuándo  entró al gobierno desde el sector privado e intentó hacer cambios, le dijeron, "Eso va contra la ley." Su respuesta fue "Vale. Muéstrame la ley." "Bueno, en realidad no es una ley. Es un reglamento." "Vale. Muéstrame el reglamento" "Bueno, no es realmente un reglamento. Es una política que fue puesta en marcha por el Sr. Alguien hace veinte años" "Estupendo. Podemos cambiarlo".
[...] Las leyes tendrían que especificar objetivos, derechos, resultados, autoridades, y límites. Hablando en términos generales, esas leyes sobreviven al paso del tiempo. Si se especifican con amplitud, esas leyes pueden resistir el paso del tiempo. Los reglamentos, que especifican cómo ejecutar esas leyes con mucho más detalle, deberían considerarse de forma muy parecida a como los programadores consideran su código y sus algoritmos, es decir, como un conjunto de herramientas constantemente actualizadas para lograr los resultados especificados en las leyes. [...]  Es hora de que el gobierno entre en la era de los grandes datos. La regulación algorítmica es una idea a la que le ha llegado la hora.

En 2017, el Ministerio de Justicia de Ucrania llevó a cabo subastas gubernamentales experimentales utilizando la tecnología blockchain para garantizar la transparencia y dificultar la corrupción en las transacciones gubernamentales. "¿Gobierno por algoritmos?" fue el tema central presentado en la conferencia Data for Policy 2017, celebrada los días 6 y 7 de septiembre de 2017 en Londres (Reino Unido).

## Ejemplos

### Ciudades inteligentes
Una ciudad inteligente es una zona urbana, en la que los datos de vigilancia recogidos se utilizan para mejorar diversas operaciones en esta zona. El aumento de la potencia de cálculo permite una toma de decisiones más automatizada y la sustitución de los organismos públicos por una gobernanza algorítmica. En particular, el uso combinado de la inteligencia artificial y las cadenas de bloques para el Internet de las cosas podría conducir a la creación de ecosistemas de ciudades inteligentes sostenibles. El alumbrado público inteligente de Glasgow es un ejemplo de los beneficios que aporta la aplicación gubernamental de algoritmos de IA.
El  millonario de las criptomonedas, Jeffrey Berns, propuso gestionar los gobiernos locales mediante empresas de tecnología en Nevada en 2021. El señor Berns compró 67,000 acres (271 km²) en el condado rural de Storey, en Nevada, por 170,000,000 dólares (121,000,000 libras) en 2018 para desarrollar una ciudad inteligente con más de 36,000 residentes que generasen una producción anual de 4,600,000 dólares. Se permitiría el uso de criptomonedas como forma de pago.

### Sistemas de reputación
Tim O'Reilly sugirió que las fuentes de datos y los sistemas de reputación combinados en la regulación algorítmica pueden superar las regulaciones tradicionales.. Por ejemplo, una vez que los pasajeros califiquen a los taxistas, la calidad de sus servicios mejorará automáticamente y "los conductores que presten un mal servicio serán eliminados". La sugerencia de O'Reilly se basa en el concepto de control teórico de bucle de retroalimentación: las mejoras y desmejoras de la reputación imponen el comportamiento deseado. El uso de bucles de retroalimentación para la gestión de sistemas sociales ya fue sugerido anteriormente por Stafford Beer en la cibernética de la gestión.
Estas conexiones son exploradas por Nello Cristianini y Teresa Scantamburlo donde el sistema de puntuación de reputación y crédito se modela como un incentivo dado a los ciudadanos y computado por una máquina social,  de modo que los agentes racionales serían motivados para aumentar su puntuación adaptando su comportamiento. Varios aspectos éticos de esta tecnología siguen siendo objeto de debate.
El sistema de Crédito Social de China está estrechamente relacionado con los sistemas de vigilancia masiva de China como el Skynet, el cual incorpora un sistema de reconocimiento facial, una tecnología de análisis de big data e IA.  Este sistema proporciona evaluaciones de la fiabilidad de las personas y las empresas. Entre los comportamientos que el sistema considera como mala conducta, se citan el hecho de cruzar la calle imprudentemente y no clasificar correctamente los residuos personales. Entre los comportamientos considerados como factores positivos de la calificación crediticia se encuentran la donación de sangre, las donaciones a organizaciones benéficas, el voluntariado para servicios comunitarios, etc.. El sistema de Crédito Social chino  permite castigar a los ciudadanos "poco fiables", como negarles la compra de billetes, y premiar a los "fiables", como reducir el tiempo de espera en hospitales y organismos públicos.

### Contratos inteligentes
Los contratos inteligentes, criptodivisas, y la organización autónoma descentralizada se mencionan como un medios parasustituir las formas tradicionales de gobierno. Las criptodivisas son monedas que se activan mediante algoritmos sin un banco central gubernamental. La moneda digital del banco central a menudo emplea una tecnología similar, pero se diferencia por el hecho de que utiliza un banco central. Pronto será empleada por los principales sindicatos y gobiernos, como la Unión Europea y China. Los contratos inteligentes son contratos auto-ejecutables, cuyos objetivos son la reducción de la necesidad de intermediarios gubernamentales de confianza, los arbitrajes y los costes de ejecución. Una organización autónoma descentralizada es una organización  representada por contratos inteligentes que es transparente, controlada por los accionistas y no influenciada por un gobierno central. Se ha hablado de los contratos inteligentes para su uso en aplicaciones tales como el uso en contratos de trabajo (temporales) y en la transferencia automática de fondos y propiedades (es decir, la herencia, tras el registro de un certificado de defunción). Algunos países como Georgia y Suecia ya han puesto en marcha programas de blockchain centrados en la propiedad (títulos de propiedad y propiedad inmobiliaria). Ucrania también está estudiando otros ámbitos, como los registros estatales.

### Algoritmos en agencias de gobierno
De acuerdo a un estudio de la Universidad de Stanford, el 45% de las agencias federales de los Estados Unidos han experimentado con la IA y herramientas relacionadas con el aprendizaje automático hasta 2020. Las agencias federales de Estados Unidos han contado con los siguientes números de las aplicaciones de inteligencia artificial.
| Nombre de la agencia                                             | Número de casos de uso |
| ---------------------------------------------------------------- | ---------------------- |
| Oficina de Programas de Justicia                                 | 12                     |
| Comisión de Bolsa y Valores                                      | 10                     |
| Administración Nacional de Aeronáutica y el Espacio              | 9                      |
| Administración de Medicamentos y Alimentos                       | 8                      |
| Servicio Geológico de Estados Unidos                             | 8                      |
| Servicio Postal de los Estados Unidos                            | 8                      |
| Administración del Seguro Social                                 | 7                      |
| Oficina de Patentes y Marcas Registradas de Estados Unidos       | 6                      |
| Oficina de Estadísticas Laborales                                | 5                      |
| Oficina de Aduanas y Protección Fronteriza de los Estados Unidos | 4                      |

El 53% de estas aplicaciones estuvieron producidas por expertos internos. Entre los proveedores comerciales de aplicaciones residuales se encuentra Palantir Technologies.
Desde 2012, la NOPD empezó a colaborar con Palantir Technologies en el campo de la vigilancia predictiva. Además del software Gotham de Palantir, otros programas similares (de análisis numérico) utilizados por los organismos policiales (como el NCRIC) son SAS.
En la lucha contra el blanqueo de capitales, el FinCEN emplea el Sistema de Inteligencia Artificial FinCEN (FAIS).
Las entidades y organizaciones nacionales de administración sanitaria, como AHIMA (American Health Information Management Association)  son titulares de las historias clínicas. Las historias clínicas sirven de repositorio central para planificar la atención al paciente y documentar la comunicación entre éste y los profesionales que contribuyen a su cuidado.  En la UE, se está trabajando en un Espacio Europeo de Datos Sanitarios que dé soporte al uso de los datos sanitarios.
El Departamento de Seguridad Nacional de los Estados Unidos  ha empleado el software ATLAS, que se ejecuta en Amazon Cloud. Este software escanea más de 16.5 millones de registros de americanos nacionalizados y se marcaron aproximadamente 124.000 de ellos para realizar análisis y revisiones por parte de agentes de la USCIS con respecto a la desnaturalización. Estas personas fueron etiquetadas por posibles fraudes y por cuestiones de seguridad pública y nacional. Algunos de los datos escaneados procedieron de la Terrorist Screening Database y del National Crime Information Center.
En Estonia, la inteligencia artificial es utilizada en su gobierno electrónico para hacerlo más automatizado y constante. Un asistente virtual guiará a los ciudadanos en cualquier interacción que tengan con el gobierno. Los servicios automatizados y proactivos ofrecerán servicios a los ciudadanos en momentos clave de sus vidas (incluyendo nacimientos, pérdidas de familiares, paro, etc.). Un ejemplo de estos servicios es el registro automatizado de bebés cuando éstos nacen. El sistema X-Road de Estonia también se reconstruirá para incluir aún más control de la privacidad y responsabilidad en la forma en que el gobierno utiliza los datos de los ciudadanos.
En Costa Rica, se ha investigado sobre la posibilidad de digitalizar las actividades de aprovisionamiento público (por ejemplo, licitaciones para el empleo público, etc.). El documento que discute esta posibilidad menciona que el uso de las TIC en el aprovisionamiento tiene varios beneficios tales como la mejora en la transparencia, facilidad para acceder digitalmente a concursos públicos, reducción de la interacción directa entre los funcionarios encargados de la contratación y las empresas en momentos de alto riesgo para la integridad, el aumento del alcance y la competencia, y la detección más fácil de las irregularidades.
Aparte de utilizar los concursos electrónicos públicos para trabajos públicos regulares (construcción de edificios, etc.), también pueden usarse para proyectos de reforestación y otros proyectos de restauración de sumideros de carbono. Estos proyectos de restauración de sumideros de carbono pueden formar parte de los planes de contribuciones determinadas a nivel nacional para alcanzar los objetivos nacionales del Acuerdo de París.
También se puede utilizar un software de auditoría para la contratación pública. Las auditorías se realizan en algunos países después de que hayan recibido los subsidios.
Algunas agencias gubernamentales proporcionan sistemas de seguimiento y localización en los servicios que ofrecen. Un ejemplo de ello es el seguimiento de las solicitudes realizadas por los ciudadanos en sus aplicaciones (por ejemplo, para la obtención del permiso de conducción).
Algunos servicios del gobierno usan sistemas de seguimiento de incidentes para mantener un registro de todas las próximas tareas que se van a realizar. Estos sistemas pueden mostrar todas las tareas pendientes de la administración (en una cola de espera), tareas finalizadas, tareas en progreso, orden de las tareas, etc.. Las tareas terminadas también pueden ser previstas con el informe, mostrando exactamente qué se ha hecho con el incidente.

### Justicia por algoritmo
El software COMPAS se utiliza en EE. UU. para evaluar el riesgo de reincidencia en tribunales.
Según la declaración del Tribunal de Internet de Beijing, China es el primer país  en crear un tribunal de internet o ciber tribunal. La jueza Chinese AI es una recreación virtual  de una jueza real. "Ayudará a los jueces del tribunal a completar trabajo básico y repetitivo, incluyendo la recepción de pleitos, habilitando así a los practicantes profesionales a centrarse mejor en su trabajo en el juzgado".
También Estonia planea emplear inteligencia artificial para decidir casos de reclamación pequeña de menos de 7,000 euros.
Los robots jurídicos pueden llevar a cabo tareas que son típicamente realizadas por asistentes legales o socios jóvenes en empresas de ley. Una tecnología así utilizada por empresas jurídicas de los EE. UU. para la ayuda en la búsqueda legal es de ROSS Intelligence, y otros varían en la sofisticación y dependencia sobre los algoritmos. Otra aplicación de chatbot de tecnología legal es DoNotPay.

### IA en la educación
Debido a la pandemia del COVID-19 en 2020, los exámenes finales presenciales eran imposibles para miles de estudiantes. El instituto público Westminster High School empleó algoritmos para asignar calificaciones. El Departamento de Educación de Reino Unido también empleó un cálculo estadístico para asignar calificaciones finales a los niveles avanzados, debido a la pandemia.
Además de su uso en las calificaciones, los sistemas de software y la IA también están optimizando el trabajo del curso y se está utilizado en la preparación de exámenes de acceso a la universidad.
Asistentes de enseñanza IA están siendo desarrollados y utilizados para la educación (i.e. Georgia Tech, de Jill Watson) y  también hay un debate actual sobre si quizás los profesores pueden ser enteramente reemplazados por sistemas IA (i.e. en la educación en el hogar).

### Políticos de la IA
En 2018, un activista llamado Michihito Matsuda se presentó a candidato a la alcaldía en la ciudad de Tama, en Tokio, como representante humano de un programa de inteligencia artificial. Mientras que los carteles electorales y el material de la campaña utilizaban el término robot de plazo, y mostrar imágenes de stock de un androide femenino, el "alcalde de la IA" era en realidad un algoritmo de aprendizaje automático que fue entrenado utilizando conjuntos de datos  de la ciudad de Tama. El proyecto estuvo respaldado por los ejecutivos de alto nivel Tetsuzo Matsumoto de Softbank y Norio Murakami de Google. Michihito Matsuda quedó tercero en las elecciones, siendo derrotado por Hiroyuki Abe. Los organizadores afirmaron que el 'alcalde de la IA' fue programado para analizar las peticiones online que los ciudadanos presentan al ayuntamiento de una forma más 'justa y equilibrada' que los políticos humanos.
En 2019, el chatbot de mensajería impulsado por la IA, SAM, participó en los debates en las redes sociales relacionados con una carrera electoral en Nueva Zelanda. El creador de SAM, Nick Gerritsen, cree que SAM será lo suficientemente avanzado como para presentarse como candidato a finales de 2020, cuando Nueva Zelanda tenga sus próximas elecciones generales.

### Gestión de infecciones
En febrero de 2020, China lanzó una aplicación móvil llamada "detector de contacto cercano" para hacer frente a la pandemia del Coronavirus. Se solicita a los usuarios que ingresen su nombre y número de identificación. La aplicación puede detectar "contacto cercano" utilizando datos de vigilancia (es decir, utilizando registros de transporte público, incluidos trenes y vuelos) y, por lo tanto, un riesgo potencial de infección. Cada usuario también puede comprobar el estado de otros tres usuarios. Para realizar esta consulta, los usuarios escanean un código de respuesta rápida (QR) en sus teléfonos inteligentes utilizando aplicaciones como Alipay o WeChat. Se puede acceder al detector de contacto cercano a través de aplicaciones móviles populares, incluida Alipay. Si se detecta un riesgo potencial, la aplicación no solo recomienda la auto cuarentena, sino que también alerta a los funcionarios de salud locales.
Alipay también tiene el Código de Salud de Alipay, que se utiliza para proteger a los ciudadanos. Este sistema genera un código QR en uno de los tres colores (verde, amarillo o rojo) después de que los usuarios completen un formulario en Alipay con sus datos personales. Un código verde permite al titular moverse sin restricciones. Un código amarillo requiere que el usuario permanezca en casa durante siete días y el rojo significa una cuarentena de dos semanas. En algunas ciudades como Hangzhou, se ha vuelto casi imposible moverse sin mostrar el código Alipay.
En Cannes, Francia, se ha utilizado software de monitoreo en metraje filmado por cámaras CCTV, lo que permite monitorear su cumplimiento con el distanciamiento social local y el uso de máscaras durante la pandemia de COVID-19. El sistema no almacena datos de identificación, sino que permite alertar a las autoridades de la ciudad y a la policía cuando se detectan infracciones de la máscara y las reglas de uso de la máscara (lo que permite que se apliquen multas donde sea necesario). Los algoritmos utilizados por el software de monitorización se pueden incorporar a los sistemas de vigilancia existentes en espacios públicos (hospitales, estaciones, aeropuertos, centros comerciales, …)
Los datos de teléfonos móviles se utilizan para localizar pacientes infectados en Corea del Sur, Taiwán, Singapur y otros países. En marzo de 2020, el gobierno israelí permitió a las agencias de seguridad rastrear los datos de teléfonos móviles de personas que se suponía que tenían coronavirus. La medida se tomó para hacer cumplir la cuarentena y proteger a quienes puedan entrar en contacto con ciudadanos infectados. También en marzo de 2020, Deutsche Telekom compartió datos de teléfonos móviles privados con la agencia del gobierno federal, el Instituto Robert Koch, con el fin de investigar y prevenir la propagación del virus.  Rusia implementó tecnología de reconocimiento facial para detectar quebrantadores de la cuarentena. El comisionado regional de salud italiano, Giulio Gallera, dijo que "el 40% de las personas continúan moviéndose de todos modos", según le han informado los operadores de telefonía móvil. En EE. UU., Europa y el Reino Unido, Palantir Technologies se encarga de proporcionar los servicios de seguimiento de COVID-19. Los tsunamis pueden ser detectados por sistemas de alerta de tsunamis, que pueden hacer uso de la IA. Las inundaciones también pueden ser detectados por sistemas de la IA. Se pueden aproximar las áreas de reproducción de las langostas mediante el aprendizaje automático, lo que podría ayudar a detener los enjambres de langostas en una fase temprana. Además, se pueden detectar posibles incendios forestales utilizando sistemas de la IA (es decir, a través de datos provenientes de satélites, imágenes aéreas y posición del personal en tiempo real), y pueden ayudar a evacuar a personas durante los incendios.

## Recepción

### Beneficios
Se supone que la regulación algorítmica es un sistema de gobierno donde los datos más exactos, recopilados de los ciudadanos a través de sus dispositivos inteligentes y computadoras, se utilizan para organizar de manera más eficiente la vida humana como un colectivo. Como Deloitte estimó en 2017, la automatización del trabajo del gobierno de EE. UU. Podría ahorrar 96.7 millones de horas federales al año, con un ahorro potencial de $ 3.3 mil millones; en el extremo superior, esto se eleva a 1,2 mil millones de horas y ahorros anuales potenciales de $ 41,1 mil millones.

### Crítica
Existen riesgos potenciales asociados con el uso de algoritmos en el gobierno. Entre ellos se incluyen los algoritmos que se vuelven susceptibles al sesgo, la falta de transparencia en la forma en que un algoritmo puede tomar decisiones y la responsabilidad de tales decisiones.
También existe una seria preocupación de que puedan ocurrir manipulaciones por parte de las partes reguladas, una vez que la gobernanza algorítmica aporta más transparencia a la toma de decisiones, las partes reguladas podrían intentar manipular su resultado a su favor e incluso utilizar el aprendizaje automático contradictorio. Según Yuval Noah Harari, el conflicto entre la democracia y la dictadura se ve como un conflicto entre dos sistemas diferentes de procesamiento de datos: la inteligencia artificial y los algoritmos pueden inclinar la ventaja hacia la segunda al procesar enormes cantidades de información de forma centralizada.
En 2018, los Países Bajos emplearon un sistema algorítmico SyRI (Systeem Risico Indicatie) para detectar ciudadanos percibidos como de alto riesgo de cometer fraude social, que silenciosamente señaló a miles de personas a los investigadores. Esto provocó una protesta pública. El tribunal de distrito de La Haya cerró SyRI haciendo referencia al artículo 8 del Convenio Europeo de Derechos Humanos (CEDH).
Los colaboradores del documental iHuman de 2019 expresaron su aprensión por las "dictaduras infinitamente estables" creadas por el gobierno AI.
En 2020, los algoritmos que asignaban calificaciones en los exámenes a los alumnos en el Reino Unido provocó una protesta abierta bajo el lema "Fuck the algorithm". La protesta fue exitosa y las calificaciones fueron retiradas.
En 2020, el software del gobierno de EE. UU., ATLAS, que se ejecuta en la Amazon Cloud, provocó la indignación de los activistas y de los propios empleados de Amazon.
En 2021, la Fundación Eticas ha lanzado una base de datos de algoritmos gubernamentales denominada Observatorio de Algoritmos con Impacto Social (OASI).

#### Transparencia y sesgos algorítmicos
Un enfoque inicial hacia la transparencia incluyó el código abierto de algoritmos. Se puede examinar el código de software y se pueden proponer mejoras a través de instalaciones de alojamiento de código fuente.

### Aceptación Popular
Una encuesta de 2019 realizada por el Centro para la Gobernanza del Cambio de la IE Universidad en España encontró que el 25% de los ciudadanos de países europeos seleccionados estaban algo o totalmente a favor de permitir que una inteligencia artificial tomara decisiones importantes sobre cómo se administra su país. La siguiente tabla enumera los resultados por país:
| País         | Porcentaje |
| ------------ | ---------- |
| Francia      | 25%        |
| Alemania     | 31%        |
| Irlanda      | 29%        |
| Italia       | 28%        |
| Países Bajos | 43%        |
| Portugal     | 19%        |
| España       | 26%        |
| Reino Unido  | 31%        |

Los investigadores encontraron pruebas de que cuándo los ciudadanos perciben que sus dirigentes políticos o proveedores de seguridad no son de fiar, son decepcionantes o inmorales,  prefieren reemplazarles por agentes artificiales, a los que consideran más fiables. La evidencia se establece mediante experimentos con encuestas a estudiantes universitarios de todos los géneros.

## En la cultura popular
Las novelas Daemon y Libertad™ por Daniel Suárez describen un escenario ficticio de regulación algorítmica global.